# Idols 5
Idols 5 was het vijfde seizoen van de talentenjacht Idols, uitgezonden in de periode maart-juni 2016. Dit rebootseizoen was te zien op RTL 5. Het programma werd gepresenteerd door Lieke van Lexmond en Ruben Nicolai. De jury bestond uit voormalig Idols-presentator Martijn Krabbé, Eva Simons, Jamai Loman en Ronald Molendijk.
Een deel van de opnames vonden plaats in Bali, waar de verschillende kandidaten diverse nummers zongen.

## Kandidaten
| Kandidaat            | Leeftijd | Uitkomst                   |
| -------------------- | -------- | -------------------------- |
| Amber Thijssen       | 20       | Geëlimineerd in Liveshow 1 |
| Rowen Aida Ben Rabaa | 26       | Geëlimineerd in Liveshow 1 |
| Jeffrey Saabeel      | 29       | Geëlimineerd in Liveshow 2 |
| Thijs Roseboom       | 24       | Geëlimineerd in Liveshow 2 |
| Tom de Visser        | 21       | Geëlimineerd in Liveshow 3 |
| Steve Langreder      | 17       | Geëlimineerd in Liveshow 3 |
| Kimberly Fransens    | 23       | Tweede plaats              |
| Nina den Hartog      | 18       | Winnares                   |

## Kijkcijfers
| Show         | Datum         | Kijkcijfers | Plek | Bron   |
| ------------ | ------------- | ----------- | ---- | ------ |
| Auditie 1    | 23 maart 2016 | 1.548.000   | 3    | [ 2 ]  |
| Auditie 2    | 30 maart 2016 | 1.272.000   | 5    | [ 3 ]  |
| Auditie 3    | 6 april 2016  | 997.000     | 9    | [ 4 ]  |
| Auditie 4    | 13 april 2016 | 1.007.000   | 7    | [ 5 ]  |
| Auditie 5    | 20 april 2016 | 951.000     | 6    | [ 6 ]  |
| Theater      | 27 april 2016 | 986.000     | 13   | [ 7 ]  |
| Bali 1       | 4 mei 2016    | 694.000     | 17   | [ 8 ]  |
| Bali 2       | 11 mei 2016   | 694.000     | 15   | [ 9 ]  |
| Liveshow 1   | 18 mei 2016   | 739.000     | 19   | [ 10 ] |
| Liveshow 2   | 25 mei 2016   | 781.000     | 12   | [ 11 ] |
| Halve Finale | 1 juni 2016   | 633.000     | 17   | [ 12 ] |
| Finale       | 8 juni 2016   | 884.000     | 10   | [ 13 ] |